# Ostracion solorensis
Az Ostracion solorensis a csontos halak (Osteichthyes) főosztályának sugarasúszójú halak (Actinopterygii) osztályába, ezen belül a gömbhalalakúak (Tetraodontiformes) rendjébe és a bőröndhalfélék (Ostraciidae) családjába tartozó faj.

## Előfordulása
Az Ostracion solorensis elterjedési területe a Csendes-óceán nyugati része és az Indiai-óceán keleti része. Fő előfordulási helyei a Karácsony-sziget, Indonézia, Fülöp-szigetek és a Fidzsi-szigetek. Újabban a Tonga-szigeteken és a Nagy-korallzátony északi részén is észrevették.

## Megjelenése
Ez a halfaj legfeljebb 12 centiméter hosszú. A nemi kétalakúság jellemzi.

## Életmódja
Az Ostracion solorensis tengeri halfaj, amely a sekély vízi korallzátonyokat kedveli. 1-20 méteres mélységben tartózkodik. Nem közönséges hal. Tápláléka gerinctelenekből áll.

## Felhasználása
Ezt a halfajt, nem halásszák. Néha az akváriumoknak gyűjtik.
Mérgező halfaj!